# ロックイン効果
ロックイン効果（ロックインこうか、英: Lock-in Effect）とは、消費者があるメーカーの商品を購入した場合に、商品を買い換える場合にも引き続いて同じメーカーの商品を購入するようになり顧客との関係が維持される効果をいう。
このようになる要因としては、メーカーを変更するとなるとユーザーが負担する費用（スイッチングコスト）が多くかかってしまうことがあり、コストを増大させないために同じメーカーの商品を買い続けるというわけである。

## 技術的ロックイン
このようなロックイン効果が多く見られる商品としては、コンピュータ関連製品がある。コンピュータの場合はメーカーや製品が異なると操作方法も異なるということから、違うメーカーに買い換えれば異なった操作をしなければならず、それを学習しそれに習熟するまでに多大な時間や心理的コスト（心理的負担。心理的な面倒臭ささ）を要することになるため、このようなコストをかけないために、ユーザたちは引き続いて同じメーカーの商品に買い替える傾向が強い、という効果が生じる。
たとえば特定のメーカーのデジタル画像処理ソフト、会計ソフトなどのソフトウェアを継続的に利用していると、他のメーカーのソフトウェアに簡単に乗り換えることができなくなる。
また、スマートフォンで、一旦 iPhone や Apple のサービスに慣れてしまうと、新たに買い替えなければならない場合でも、安価で似たようなサービスが提供されている Androidスマートフォンを選ばず、新たに Android OS と google のサービスについて習熟する手間や時間を考え、Android に乗り換えることを躊躇してしまう、という現象が起こる。パソコンのOSについても、たとえば最初に Windows の操作方法に慣れてしまったユーザは、その後に《Linuxデスクトップ》が無料で登場し、トータルで見れば Linux のほうが優れていると分かっていても、馴染みのないOSになかなか乗り換える気にならない、ということも同様の効果による。逆に、最初から Linux を学んだ者は、乗り換えの学習コストと金銭的な負担を考えると、Windows に乗り換える気にならない、という現象も起こる。
巨視的に見ると、上のようなミクロな原理（各ユーザに起こる現象）により、コンピュータ関連では、先に高い市場占有率を占めた側の占有率は、その後に価格やサービス内容でより優れたものを提供するライバル企業が登場しても、短期間で市場占有率を失ったりはせず、顧客の多くがそのブランドから離れず、長年に渡り使い続ける、といったことも起こり得る。

## 制度的ロックインの形成
大規模インフラのプロジェクトにおける意思決定に関しても「ロックイン」は生じ、例えば経路依存性理論の結論のように、たとえより良い選択肢が存在していても次善のポリシーが適用させるときに生じる。
このとき「ロックイン」は、「意志決定者の約束が無駄を生じる行動の方向にエスカレートすること（「技術的ロックイン」と対比される「制度的ロックイン」）」の意味で用いられる。この約束のエスカレートとは、義理を断ることができないことについての心理的な対処のスタイルを言う。
設備投資が巨額にのぼるメガプロジェクトにおいて収益性の悪化から撤退を検討する際に、将来の収益性とは関連のないはずの埋没費用についてもその額が大きいと、心理的に撤退を意思決定しにくくなり、関連取引を継続させてしまうことがある。

## 政治的ロックイン
政治でも同じようなことがあり、単一の政党や二つの馴れ合い政党によって政治が行われているとき、表面上、民主主義に見える場合でも、政治的ロックインが進行している場合、実質的な独裁制(寡頭制)と言える。
以下のようなことが現れることが多い
1. 政治の二極化
2. 民主主義の後退
3. 世襲主義の跋扈
4. 党議拘束の強化
5. 中間層や無党派層の孤立
6. 無責任主義の跋扈
7. 治安の悪化
8. 特定政党優位の選挙制度